# B.J. Penn
Jay Dee "B.J." Penn (født 13. december 1978 i Kailua på Hawaii, i USA) er en amerikansk MMA-udøver som konkurrerer i organisationen Ultimate Fighting Championship hvor han var mester i weltervægt i 2004 mester i letvægt fra 2008–2010. Da Penn vandt letvægtstilen i 2008 blev han den anden kæmper i organisationens historie til blive mester i to vægtklasser, som kun i alt fire har opnået indtil videre. Inden MMA-karrieren var Penn fremgangsrig indenfor Brasiliansk Jiu-jitsu og blev i 2000 den første ikke-brasilianer til at vinde VM i BJJ. Han har også konkurreret i K-1.
UFC-Præsident Dana White giver Penn æren for at være manden, der har bragte UFC's nedre vægtklasser ind i mainstream MMA; og mener at Penn var "the first crossover pay-per-view star for the Ultimate Fighting Championship's lighter weight divisions", såvel som "[through his] accomplishments, B.J. Penn built the 155-pound division". Krediteret som den største letvægts-kæmper i MMA's historie, har Penns dominering i divisionen, såvel som sine præstationer i højre vægtklasser anset ham for at være en af de største kæmpere i sportens historie.

## Kampsportsbaggrund
Penn blev født i Hawaii som den yngste af fire brødre og voksede op med forældrene Jay Dee Penn, en irsk-amerikaner og Loraine Shin, er koreansk-amerikaner. B.J. Penn begyndte som 17-åring at træne Brasiliansk Jiu-Jitsu (1995) og kom senere til at træne under Ralph Gracie i San Jose, Californien. Efter at have fået sort bælte i år 2000 blev han den første ikke-brasilianer som vandt guld i Mundial World Championships sværvægtsklasse.

## MMA-karriere

### Ultimate Fighting Championship
Gennem sine fremgange i Brasiliansk Jiu-jitsu blev B.J. Penn hurtigt lagt mærke til af Ultimate Fighting Championship og hans MMA-karriere begyndte et år efter sejren i Brasilien. Den indledes med at Penn fremviste sit talent som stående kæmper ved at knockoutbesejre navne som Din Thomas og Caol Uno. I 4. kamp tabte han dog på point mod Jens Pulver.
Det første højdepunkt i B.J. Penns karriere var i UFC 46 den 31. januar, 2004 då han besejrede Matt Hughes med via submission (rear-naked choke) i 1. omgang. Dermed blev Penn mester i UFC's weltervægtklasse.

### Penn fratages titelbæltet
Efter sejren mod Matt Hughes underskrev Penn kontrakt med det japanske Fighting and Entertainment Group's (FEG) organisation K-1 på grund af mangel på modstand i sine UFC-kampe. UFC truede med umiddelbart at fratage Penn weltervægts-titlen eftersom man anså at han havde begået et kontraktbrud. Penn svarede med at stævne UFC, da han mente at kontrakten allerede var udløbet. I den efterfølgende retssag tabte Penn

### K-1
I sin anden kamp i K-1 kæmpede Penn i weltervægt (170 pund) og besejrede Duane Ludwi på K-1 MMA Romanex-stævnet på under 5 minutter via submission (arm triangle choke). Efter Ludwig-kampen, rykkede Penn en vægtklasse op og mødte den ubesejrede Rodrigo Gracie i mellemvægt (185 pund). Penn vandt på point og udvidede sin sejrstime til fire kampe. Den 26. marts, 2005, mødte han den fremtidige UFC-letsværvægts-mester Lyoto Machida, som han tabte til på point. Senere samme år til K-1 World Grand Prix Hawaii, vendte Penn tilbage i mellemvægt og mødt Pride Fighting Championship-veteranen Renzo Gracie, som han vandt over via enstemmig afgørelse.

### Tillbage i UFC
I starten 2006 meddelte UFC at man forligedes med B.J. Penn og at Penn nu skulle komme tilbage og kæmpe om weltervægts-titlen. Penn stillede op mod Georges St-Pierre i UFC 58 og tabte på en split decision. Da St-Pierre pådrog sig en skade under træningen fik Penn en ny chance for at erobre weltervægtsbæltet i en kamp i UFC 63 mod Matt Hughes. Penn tabte kampen i tredje omgang TKO (slag).
Før UFC 73 meddeltes det at Penn atter skulle konkurrere i letvægtsklassen. Dette var efter at Penn havde deltaget som holdleder for letvægterne reality-serien The Ultimate Fighter. Anledningen var at UFC ville få en titelkamp i stand mellem Penn ocg Sean Sherk. Sherk fik imidlertid seks måneders karantæne efter at have afleveret en positiv dopingprøve. Da Sherk ikke længere var tilgængelig bestemtes det at Penn i stedet skulle møde Joe Stevenson i UFC 80. Eftersom Sherk var blevet titlen blev denne kamp derfor en kamp om letvægtsbæltet.

#### Letvægt-mesterskab
Kampen Penn-Stevenson blev relativt ujævn da Penn tidligt fik Stevenson ned med et takedown på gulvet og gennem slag lavet et dybt cut i modstanderes pande. Stevenson blødte herefter voldsomt i resten af kampen som Penn afsluttede med en submission (rear-naked choke) i slutningen af 2. omgang. I og med denne sejr havde B.J. Penn nu taget mester-titlen i to vægtklasser; let- og weltervægt.
Den 24. maj 2008, forsvarede Penn sin titel mod den tidligere dopingdømte Sean Sherk ved at vinde på teknisk knockout i tredje omgang i UFC 84.
Efter at have forsvaret sin titel besluttede Penn sig for at endnu engang at prøve lykken i weltervægtsklassen.

#### Weltervægt-titelforsøg
Den 31. januar 2009 i UFC 94, stillede han op mod den regerende weltervægtsmester Georges St. Pierre, i deres andet møde, natten før Superbowl. Datoen førte til at UFC 94 blev faktureret som "UFC Super Bowl Weekend", og det var forventet at være det største UFC pay-per-view-event nogensinde. Før kampen med St-Pierre kom Penn med en kontroversiel kommentar om, at han ville forsøge at dræbe St-Pierre i ringen, men han forklarede senere, at han mente det som figurativt.
Kampen startede lige i 1. omgang, hvor Penn viste sine hurtige undvigelser, slag og godt takedownforsvar, hvor han undgik alle St-Pierres forsøg på at få ham ned, mens de begge udvekslede slag. Men i den næste omgang lykkedes det St-Pierre at få Penn ned med et takedown og Penn virkede træt i de resterende omgang. St-Pierre overtog fra 2. omgang og den blev afbrudt mellem 4. og 5. omgang. Penn indrømmede senere at han ikke kunne huske noget fra 3. og 4. omgang fordi "I was probably borderline knocked out or something." Efter kampen, var Penn ikke i stand til at deltage i pressemødet da han skulle på hospitalet.

#### Tilbagevenden som letvægt-mester
Penn begyndte forhandlinger om at kæmpe mod Kenny Florian i sommeren 2009. Florian-Penn-titelkampen var planlagt til UFC 99, men B.J. Penn anmodede om mere tid efter hans kamp med St-Pierre. Han forsvarede sin titel mod Florian den 8. august, 2009 på UFC 101. Penn så mærkbart bedre fysisk ud end hans tidligere kampe på 155 pund og afviste enhver form for takedowns fra Florian gennem hele kampen trods hans modstanders færdigheder i grappling og var engageret i clinchen. Det lykkedes Penn at vinde via submission (rear naked choke efter 3 minutter og 45 sekunder i 4. omgang og forsvarede dermed sin letvægtstitel.
Penn kæmpede mod Diego Sanchez om UFC-letvægts-titlen den 12. december, 2009 på UFC 107. Penn afviste næsten enhver form for takedown-forsøg fra udøveren, viste godt fodarbejde og undvigende hovedbevægelser, mens han forblev fejlfri i sit takedown-forsvar på 27 forsøg fra Sanchez. Han rystede Sanchez adskillige gange gennem kampen før han til sidst fik ham hårdt ramt i 5. med hovedspark. Sparket åbnede et stort i Sanchezs forhoved over hans venstre øje, hvilket fik stævnelægen til stoppe kampen efter 2 minutter og 47 sekunder i 5. omgang hvilket gav Penn en TKO-sejr. Sejren var kun den anden i UFC's historie, der var endt i 5. omgang og Penn blev ligeledes også den eneste, der nogensinde havde stoppet Sanchez.
"That right there, ladies and gentlemen, is the greatest lightweight, in the history of the sport!" -Joe Rogan, post fight at UFC 107.
Indsatsen markerede at Penn for 3. gang havde forsvaret sin UFC-letvægtstitel og satte dermed en ny rekord i letvægts-titelforsvar ved at slå den tidligere rekord på 2 forsvar, der var blevet gjort af Jens Pulver. Sender under pressemødet efter kampen sagde UFC-Præsident Dana White til medierne at han var stolt af Penns måde at tage MMA mere seriøst i sin træning, hvorimod han tidligere havde følt at Penn havde klaret sig igennem UFC alene på grund af sit naturlige talent.

#### Tab af titlen
Den 10. april 2010 tabte Penn overraskende mester-titlen til Frankie Edgar via enstemmig afgørelse ved UFC 112, efter at have været anset for at være storfavorit op til opgøret. Dette brød Penns 8-årige ubesejrede sejrsrække i letvægtsdivisionen. 8 ud 9 medier, mente at Penn vandt kampen. Efter kampen lykønskede Penn, Edgar med at have vundet bæltet. Til trods for dette, skabte resultatet en del kritik, da mange var uenige med dommernes afgørelse efter kampen og mente, at Penn havde gjort nok for at få sejren. På grund af den store kontrovers, der blev skabt af udfaldet, blev en ny kamp med Edgar planlagt med et samme som hans første titelforsvar.
"BJ is the greatest lightweight ever. I can just hope to be half the champion he was." -Frankie Edgar, efter kampen ved UFC 112.

I august samme år vedUFC 118 fik Penn chancen for at tage titlen tilbage da han mødte Edgar for anden gang. Edgar virkede dog mere overbevisende denne gang og kontrollerede kampen, således han denne gang vandt via enstemmig afgørelse (50–45).

#### Tilbagevenden til weltervægt og pause
Den 20. november 2010 på UFC 123 mødtes Penn og Matt Hughes for tredje gang. Penn vandt kampen allerede efter 21 sekunder i 1. omgang via knockout efter han slog Hughes i gulvet med en højre og fulgte op med adskillige slag på måtten. Penn blev belønnet med Knockout of the night-prisen for sin indsats.
"You're my idol -- Matt Hughes, you're my idol, you will always be my idol, thank you." - B.J. Penn, post fight at UFC 123.
Til det efterfølgende pressemøde på UFC 123 sagde UFC-præsident Dana White at Penn skulle møde top-weltervægt-udfordreren Jon Fitch på UFC 127 i Australien. Penn trænede sammen med Matt Hughes og Floyd Mayweather, Sr. i sine forberedelser til kampen. Penn overraskede Fitch med at få ham ned med et takedown i stedet for at bruge sine stående færdigheder. Kampen endte i en uafgjort og ødelagde Fitch's 5-kamps-UFC-sejrsstime og Penn bekendtgjorde at han gerne ville have en revanchekamp i fremtiden. UFC-matchmaker Joe Silva bekendtgjorde, at hverken fansene eller UFC var interesserede i en Penn-Fitch rematch.
Penn skulle have mødt Carlos Condit den 29. oktober, 2011 ved UFC 137. B.J. Penn flyttede sin træningslejr til Sydcalifornien for at forberede sig til kampen. Penn blev i Californien tilsluttet af tidligere UFC-mellemvægt og Ultimate Fighter-vinder Kendall Grove of B.J.'s bror Reagan Penn, da de begge forberedt sig på deres kampe den 27. august på ProElite show i Hawaii. Men den 7. september, meldte Condit afbud til kampen og blev erstattet af Nick Diaz i hovedkampen mod Georges St-Pierre. Dana White bekendtgjorde at Penn skulle kæmpe mod Nick Diaz i hovedkampen på UFC 137 den 29. oktober 2011, efter at St-Pierre meldte afbud på grund af en knæskade. Penn tabte kampen via enstemmig afgørelse, efter at have vundet 1. omgang på grund af rendyrket boksning og at få et takedown ind mod den tidligere Strikeforce-weltervægt-mester, men var ikke i stand til hverken at angribe eller forsvare sig mod Diazs stående færdigheder i de resterende 2. omgange.
Den 8. december 2012 mødtes Penn og Rory MacDonald på UFC on Fox: Henderson vs. Diaz. MacDonald vandt kampen via enstemmig afgørelse.

#### Flyt til fjervægt
Den 6. juli, 2014 mødtes Penn og Frankie Edgar for tredje gang på The Ultimate Fighter 19 Finale.
Penn vendte tilbage til Nova Uniao under træner Andre Pederneiras (der gav Penn sort bælte Brasiliansk Jiu-jitsu i 1999) i sine forberedelse til sin kamp mod Edgar; hvor han trænede med tidligere UFC-Bantamwvægt-mesterRenan Barão og UFC-Fjervægt-mester José Aldo. Senere i træningslejren fik han også hjælp fra UFC-Bantamvægt-mesteren Dominick Cruz i Hilo Hawaii til sine forberedelser. Penn tabte den ensidige kamp via TKO i 3. omgang. Penn offentliggjorde sine intentioner om at gå på pension på post-kamp pressemødet.
"He’s one of the best 155-pounders of all time. He built that weight class and he was responsible for helping build the UFC. That’s his legacy." -Dana White, during the post-fight press conference at The Ultimate Fighter 19 Finale.
I januar 2016, efter 18-måneders fravær, offentliggjorde den 37-årige sine intentioner om at vende tilbage i buret i UFC's fjervægtsdivision.
Penn skulle have mødt Ricardo Lamas den 15. oktober, 2016 på UFC Fight Night: Lamas vs. Penn. Men den 4. oktober Penn måtte melde afbud på grund af en skade. Som konsekvens offentliggjorde organisationen den 6. oktober at de havde aflyst hele stævnet. Samtlige kæmpere på programmet fik dog stadigvæk løn, heriblandt danske Damir Hadzovic.
Efter tre forsinkelser med at komme tilbage i ringen, vendte Penn tilbage efter to et halvt års fravær mod Yair Rodríguez den 15. januar, 2017 i hovedkampen på UFC Fight Night: Rodríguez vs. Penn. Rodríguez vandt en ensidig kamp via TKO i den 2. omgang.
På UFC Fight Night: Chiesa vs. Lee den 25. juni, 2017, mødtes Penn og Dennis Siver. Siver vandt kampen via en tæt dommerafgørelse.

## Privatliv
Hans kælenavn "B.J." er en forkortelse af "Baby Jay", hvilket kommer af det faktum at Penn er den yngste af sine brødre, der alle heder "Jay Dee Penn". B.J.'s far, der er irsk og engelsk navngav 3 af sine fire 4 børn "Jay Dee", mens den 4. hedder is Reagan. For at undgå forvirring blandt sønnerne med navnet "Jay Dee" går de hver under navnet: "Jay", "Jay Dee", og "Baby Jay". Penns mor, Lorraine Shin, er af koreansk afstamning.
Penn er stolt af sin hawaiianske opvækst. Penn spiller ofte hawaiiansk musik til ring walk-outs, en kombination af Hawaii ’78 og E Ala E, begge optrådt af den hawaiianske musiker Israel Kamakawiwoʻole som en hyldest til sin hawaiianske herkomst og respekt for sine modstandere, fans og kampspillet. Penn har også udtalt at han identificerer sig stærkt med sine koreanske rødder og har rejst til Korea for at holde foredrag. Han har også udtalt at han har sit store temperament fra sin koreanske side, hvilket hjælper ham med at anvende sin energi i sine kampe-
Penn har to døtre med den samme mor. Han siger at de aldrig har giftet sig og at det ikke betyder så meget på Hawaii."
Penn er medforfatter på Mixed Martial Arts: The Book of Knowledge, en instruktionsbog om MMA-kamp. Penn, skrev sammen med Dave Weintraub, autobiografien Why I Fight: The Belt is Just an Accessory i 2010. Bogen kom ud som #22 på New York Times bestseller list. Penn optrådte også i filmen Never Surrender in 2009.

### UFC Hall of Fame
Under tv-udsendelsen af UFC 187 den 23. maj, 2015, blev det afsløret på Fox Sports at Penn ville indtaget i UFC Hall of Fame under Modern Category under International Fight-ugens festival før UFC 189.

## Filmografi

### Film and television
| År   | Titel                                          | Rolle       | Noter       |
| ---- | ---------------------------------------------- | ----------- | ----------- |
| 2007 | The Ultimate Fighter 5                         | Sig selv    | Hovedtræner |
| 2008 | Renzo Gracie: Legacy                           | Sig selv    |             |
| 2009 | BJ Penn: 90 Days                               | Sig selv    |             |
| 2009 | Never Surrender                                | BJ          |             |
| 2010 | Last Call with Carson Daly                     | Sig selv    |             |
| 2010 | ESPN: Sport Science                            | Sig selv    |             |
| 2011 | Fighting Fear                                  | Sig selv    |             |
| 2011 | Hawaii Five-0                                  | Kapu Member |             |
| 2012 | MMA Uncensored Live                            | Sig selv    |             |
| 2012 | The Fighters                                   | Sig selv    |             |
| 2014 | The Ultimate Fighter: Team Edgar vs. Team Penn | Sig selv    | Head coach  |
| 2014 | UFC Presents Mana: BJ Penn                     | Sig selv    |             |

### Videospil
| År   | Titel               | Rolle   |
| ---- | ------------------- | ------- |
| 2002 | UFC: Throwdown      | Himself |
| 2003 | UFC: Tapout 2       | Himself |
| 2004 | UFC: Sudden Impact  | Himself |
| 2009 | UFC 2009 Undisputed | Himself |
| 2010 | UFC Undisputed 2010 | Himself |
| 2012 | UFC Undisputed 3    | Himself |
| 2014 | EA Sports UFC       | Himself |
| 2016 | EA Sports UFC 2     | Himself |
| 2018 | EA Sports UFC 3     | Himself |